# ミナミアカヒレタビラ
ミナミアカヒレタビラ（南赤鰭田平、Acheilognathus tabira jordani）は、コイ目コイ科タナゴ亜科タナゴ属に属する淡水魚で、タビラのうち山陰、北陸に生息する亜種である。種小名は、日本で淡水魚研究を行ったデイビッド・スター・ジョーダンに由来する。

## 形態
遺伝的には山陰地方と北陸地方の2系統存在する。
- 全長は約10cm[4]
- 背鰭の不分岐軟条は3本、分岐軟条は8-10本[4]。臀鰭の不分岐軟条は3本、分岐軟条は8-10。
- 側線は完全で、側線鱗数は33-39枚。
- 稚魚期から幼魚期まで背鰭中央に黒斑がある[4] 。

繁殖期のオスはの背中側は淡い翡翠色に染まり、アカヒレタビラと異なり臀鰭にははっきりと赤くならず桃色から乳白色である。繁殖期以外の時期では臀鰭の赤みが強い。

### よく似た亜種
よく似た亜種として、アカヒレタビラ、キタノアカヒレタビラがいる。

## 生態
比較的水量が多い水深50cm程度の流れが穏やかな河川、ため池、泥底の水路に生息する。キタノアカヒレタビラと同様、閉鎖的なため池でも再生産が可能である。他のタビラと違い、水底付近だけでなく、中層でも行動する。寿命は3年。
繁殖期は3-7月で、カラスガイ族貝類のような止水域の大型淡水二枚貝に産卵する。島根県における本亜種は通常川の上流に棲むが、繁殖期に下流へ分散し、5.3km以上移動した記録がある。

## 分布
富山県、石川県、福井県、鳥取県、島根県。
(三重県、北海道に移入)

## 保全状況
主に生息地での改修・整備工事、産卵に利用する二枚貝の減少、肉食の外来種の侵入などにより大幅に数を減らしている。本種の生息地にタイリクバラタナゴが侵入すると数年後に置き換わることが知られている。
2022年には大阪府淀川水系にて移入された本種が確認されたが、淀川水系にはシロヒレタビラという在来のタビラが生息する他、異なるタビラ同士でも累代可能であるため放流は慎まなければならない。北海道や三重県では定着していると考えられている。
富山県、島根県、鳥取県では条例により本種の採取、譲渡などが禁止となっており、福井県の一部地域でも採集が禁止されている。